# Marita Rauterkus
Marita Rauterkus (* 28. Dezember 1942 in Altenhundem) ist eine deutsche Politikerin (SPD) und ehemalige Landtagsabgeordnete (Nordrhein-Westfalen).

## Leben und Beruf
Nach dem Besuch der Volksschule absolvierte sie eine Ausbildung zur Großhandelskauffrau und war in diesem Beruf beschäftigt. 1976 wechselte sie zur Stadt Köln.
Der SPD gehörte Rauterkus seit 1970 an. Sie war in verschiedenen Gremien der SPD tätig und ist Mitglied der Arbeiterwohlfahrt und der Gewerkschaft Öffentliche Dienste, Transport und Verkehr. Später trat sie der CDU bei.

## Abgeordnete
Vom 30. Mai 1985 bis zum 31. Mai 1995 war Rauterkus Mitglied des Landtags des Landes Nordrhein-Westfalen. Sie wurde jeweils im Wahlkreis 016 Köln IV direkt gewählt.